# Segona Divisió 2024/25
Die Segona Divisió 2024/25, auch Lliga UNIDA genannt, war die 26. Spielzeit der zweithöchsten Fußballliga in Andorra. Sie begann am 29. September 2024 und endete am 17. Mai 2025 mit dem 20. Spieltag.

## Modus
Die fünf Mannschaften spielten an 20 Spieltagen, aufgeteilt in vier Etappen, jeweils vier Mal gegeneinander. Der Erste stieg direkt in die Primera Divisió auf, der Zweite kann über die Aufstiegs-Relegation aufsteigen. Reservemannschaften sind nicht aufstiegsberechtigt.

## Abschlusstabelle
| Pl. | Verein                      | Sp. | S  | U | N  | Tore    | Diff. | Punkte |
| --- | --------------------------- | --- | -- | - | -- | ------- | ----- | ------ |
| 1.  | CE Carroi                   | 16  | 11 | 2 | 3  | 040:140 | +26   | 35     |
| 2.  | Atlètic Amèrica 1           | 16  | 9  | 3 | 4  | 035:160 | +19   | 30     |
| 3.  | City Escaldes FC            | 16  | 7  | 2 | 7  | 030:290 | +1    | 23     |
| 4.  | UE Santa Coloma B 2         | 16  | 4  | 4 | 8  | 021:290 | −8    | 16     |
| 5.  | FC Rànger’s B 2             | 16  | 3  | 1 | 12 | 016:540 | −38   | 10     |
| 6.  | Atlètic Club d'Escaldes B 2 | 0   | 0  | 0 | 0  | 000:000 | ±0    | 0      |

Platzierungskriterien: 1. Punkte – 2. Direkter Vergleich (Punkte, Tordifferenz, geschossene Tore) – 3. Tordifferenz – 4. geschossene Tore

| (A) | Absteiger aus der Primera Divisió |

## Kreuztabelle
| Hinrunde (Runden 1–10) | Hinrunde (Runden 1–10) | Hinrunde (Runden 1–10) | Hinrunde (Runden 1–10) | Hinrunde (Runden 1–10) | 2024/25 (Endstand) | Rückrunde (Runden 11–20) | Rückrunde (Runden 11–20) | Rückrunde (Runden 11–20) | Rückrunde (Runden 11–20) | Rückrunde (Runden 11–20) |
| AMÈ                    | CAR                    | CTY                    | FC Rànger’s B          | UES                    | Verein             | AMÈ                      | CAR                      | CTY                      | FC Rànger’s B            | UES                      |
| ---------------------- | ---------------------- | ---------------------- | ---------------------- | ---------------------- | ------------------ | ------------------------ | ------------------------ | ------------------------ | ------------------------ | ------------------------ |
|                        | 2:1                    | 1:3                    | 1:1                    | 0:2                    | CF Atlètic Amèrica |                          | 3:0                      | 2:0                      | 5:0                      | 3:0                      |
| 1:1                    |                        | 3:1                    | 3:1                    | 2:0                    | CE Carroi          | 0:1                      |                          | 1:0                      | 4:1                      | 1:0                      |
| 0:5                    | 0:1                    |                        | 3:0                    | 1:0                    | FC City Escaldes   | 4:2                      | 1:2                      |                          | 1:4                      | 1:0                      |
| 1:0                    | 0:8                    | 1:6                    |                        | 0:1                    | FC Rànger’s B      | 1:4                      | 1:7                      | 1:3                      |                          | 2:1                      |
| 1:4                    | 2:2                    | 4:4                    | 1:4                    |                        | UE Santa Coloma B  | 1:1                      | 0:4                      | 2:2                      | 4:1                      |                          |

## Relegation
Der Zweitplatzierte der Segona Divisió bestreitet im Anschluss zwei Relegationsspiele gegen den Neunten der Primera Divisió.
|                  | Gesamt |                        | Hinspiel | Rückspiel |
| ---------------- | ------ | ---------------------- | -------- | --------- |
| City Escaldes FC | 0:2    | CF Esperança d’Andorra | 0:2      | -:-       |

Wegen einer unkorrekte Aufstellung von City Escaldes im Hinspiel wurde das Rückspiel abgesagt. Beide Vereine blieben daher in ihren jeweiligen Ligen.